# Стадион Летна
Стадион Летна (чеш. Stadion Letná) је фудбалски стадион у Прагу. То је стадион домаћин фудбалског клуба АК Спарта Праг и често је домаћин домаћих утакмица фудбалске репрезентације Чешке. Капацитет стадиона је 18.887 места.

## Историја стадиона
Први дрвени стадион постављен на данашњој локацији отворен је 1921. године, док је фудбалски терен био у употреби од 1917. године. Почетак мотоциклистичког спидвеја у Прагу везује се за трке одржане на стадиону од 9. јуна 1928. године, али није познато када је стаза уклоњена.
Стадион је 1930. године био домаћин трећих светских игара за жене. Након што је изгорео 1934. године, 1937. године изграђена је нова главна трибина од армираног бетона. До 1969. године замењене су све дрвене трибине армиранобетонским, повећавајући капацитет на 35.880 гледалаца. Реконструкција из 1994. године трансформисала је стадион у савремени објекат, због чега је био затворен девет месеци, док није испунио међународне стандарде. Тркачка стаза је уклоњена, а сва места су претворена у седишта.
Летна је редовно била домаћин међународних утакмица, укључујући меч из октобра 1989. године, када је 34.000 гледалаца видело победу Чехословачке над Швајцарском у квалификацијама за Светско првенство 1990. године. Након распада Чехословачке, Летна је наставила да служи као међународни стадион, домаћин утакмица чешке фудбалске репрезентације од 1995. године, укључујући квалификације за УЕФА Еуро 1996, где су Чеси победили Холандију и Норвешку.
Терен је реновиран 2001. године са новим системом за грејање и заливање, што је захтевало да Спарта игра првенствене утакмице на крају сезоне 2000/01. на стадиону Евжена Рошицкехо.
Након потпуне модернизације 1994. године, стадион је поново отворен са смањеним капацитетом од 20.854 места. Велике промене су уследиле 2009. године, укључујући уклањање баријера између секција, инсталацију два видео екрана и инфрацрвених радијатора за загревање источне трибине, смањујући капацитет на 18.887 места од те године.